# Cyatholipus icubatus
Cyatholipus icubatus är en spindelart som beskrevs av Griswold 1987. Cyatholipus icubatus ingår i släktet Cyatholipus och familjen Cyatholipidae. Inga underarter finns listade i Catalogue of Life.